# Villemort
Villemort est une commune du Centre-Ouest de la France, située dans le département de la Vienne (région Nouvelle-Aquitaine).

## Géographie

### Communes limitrophes
| Saint-Germain Antigny |           | Béthines |
|                       | Villemort |          |
| Haims                 |           |          |

### Géologie et relief
La région de Villemort présente un paysage de plaines vallonnées plus ou moins boisées.
Le terroir se compose:
- de groies profondes pour 44 % sur les plaines calcaires. Les groies sont des terres du sud-ouest de la France, argilo-calcaires, peu profondes  - en général de moins de 50 cm d’épaisseur – et  plus ou moins riches en cailloux. Elles sont fertiles et saines et donc, propices à la polyculture céréalière mais elles s’assèchent vite ;
- d'argile à silex peu profonde pour 82 %, située sur les plateaux du seuil du Poitou.

En 2006, 75 % de la superficie de la commune était occupée par l'agriculture et 25 % par des forêts et des milieux semi-naturels. La présence de milieux naturels et semi-naturels riches et diversifiés sur le territoire communal permet d’offrir des conditions favorables à l’accueil de nombreuses espèces pour l'accomplissement de leur cycle vital (reproduction, alimentation, déplacement, refuge). Forêts, landes, prairies et pelouses, cours d’eau et zones humides … constituent ainsi des cœurs de biodiversité et/ou de véritables corridors biologiques.
La forêt privée représente, en 2007, 116 hectares soit 26 % du territoire communal. Les espaces boisés (la moyenne sur la région Poitou-Charentes est de 15 %, et  29,2 % pour la France) sur le territoire communal contribuent à assurer des fonctions de production (bois d’œuvre mais aussi bois énergie), de protection (espèces, qualité des eaux) et sociales (accueil du public). Les forêts les plus anciennes ou implantées dans des conditions écologiques particulières (pentes, bords de cours d'eau, etc.) abritent en général la biodiversité la plus forte. Mais, au cours de l’histoire, pour répondre aux besoins d'une population rurale importante, la forêt poitevine a été intensément défrichée et surexploitée jusqu’à la révolution industrielle. Environ la moitié des forêts actuelles du Poitou n'existait pas il y a 200 ans.

### Hydrographie
Sept mares ont été répertoriées sur l’ensemble du territoire communal (30 000 recensées dans la région de Poitou-Charentes). Les mares de Poitou-Charentes ont été créées par l'homme, notamment pour répondre aux besoins en eau des habitants (mares communautaires), du cheptel ou à la suite d'activités extractives (argile, marne, pierres meulières). Très riches au niveau botanique, elles jouent un rôle majeur pour les batraciens (tritons, grenouilles), les reptiles (couleuvres) et les libellules. Elles sont un élément symbolique du patrimoine rural et du maintien de la biodiversité en zone de plaine et de bocage.

### Climat
Pour des articles plus généraux, voir Climat de la Nouvelle-Aquitaine et Climat de la Vienne.
Historiquement, la commune est exposée à un climat océanique du nord-ouest.  
En 2020, Météo-France publie une typologie des climats de la France métropolitaine dans laquelle la commune est exposée à un climat océanique altéré et est dans la région climatique  Poitou-Charentes, caractérisée par un bon ensoleillement, particulièrement en été et des vents modérés.
Pour la période 1971-2000, la température annuelle moyenne est de 11,7 °C, avec une amplitude thermique annuelle de 14,9 °C. Le cumul annuel moyen de précipitations est de 768 mm, avec 11,7 jours de précipitations en janvier et 6,9 jours en juillet. Pour la période 1991-2020, la température moyenne annuelle observée sur la station météorologique la plus proche, située sur la commune de Montmorillon à 14 km à vol d'oiseau, est de 12,5 °C et le cumul annuel moyen de précipitations est de 781,8 mm,. Pour l'avenir, les paramètres climatiques de la commune estimés pour 2050 selon différents scénarios d'émission de gaz à effet de serre sont consultables sur un site dédié publié par Météo-France en novembre 2022.

## Urbanisme

### Typologie
Au 1er janvier 2024, Villemort est catégorisée commune rurale à habitat très dispersé, selon la nouvelle grille communale de densité à sept niveaux définie par l'Insee en 2022.
Elle est située hors unité urbaine. Par ailleurs la commune fait partie de l'aire d'attraction de Montmorillon, dont elle est une commune de la couronne,. Cette aire, qui regroupe 18 communes, est catégorisée dans les aires de moins de 50 000 habitants,.

### Occupation des sols
L'occupation des sols de la commune, telle qu'elle ressort de la base de données européenne d’occupation biophysique des sols Corine Land Cover (CLC), est marquée par l'importance des territoires agricoles (74,3 % en 2018), une proportion sensiblement équivalente à celle de 1990 (74,9 %). La répartition détaillée en 2018 est la suivante : 
terres arables (43,7 %), zones agricoles hétérogènes (30,5 %), forêts (25,7 %), prairies (0,1 %). L'évolution de l’occupation des sols de la commune et de ses infrastructures peut être observée sur les différentes représentations cartographiques du territoire : la carte de Cassini (XVIIIe siècle), la carte d'état-major (1820-1866) et les cartes ou photos aériennes de l'IGN pour la période actuelle (1950 à aujourd'hui).

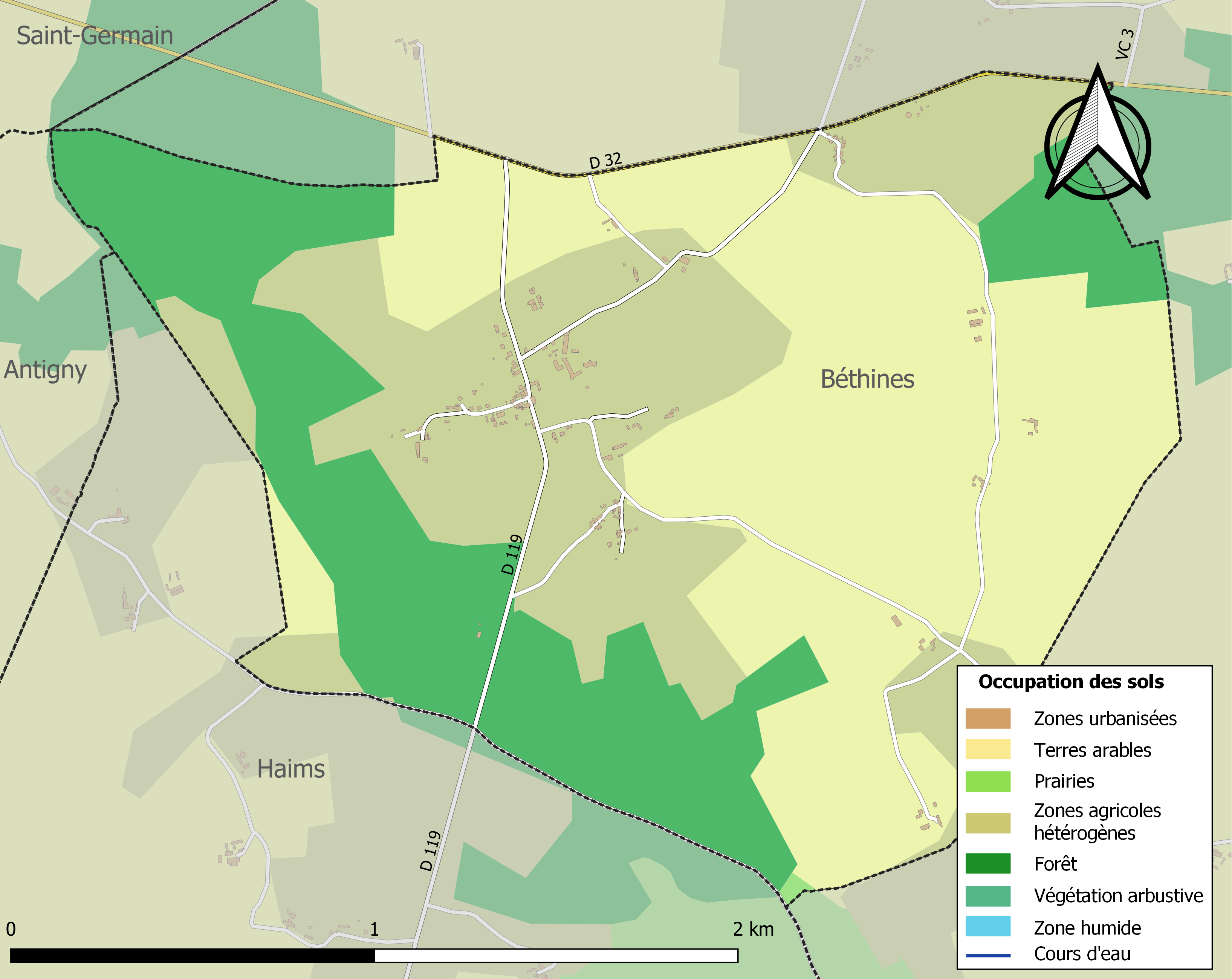
Carte des infrastructures et de l'occupation des sols de la commune en 2018 (CLC).

### Risques majeurs
Le territoire de la commune de Villemort est vulnérable à différents aléas naturels : météorologiques (tempête, orage, neige, grand froid, canicule ou sécheresse), mouvements de terrains et séisme (sismicité faible). Il est également exposé à un risque technologique,  le transport de matières dangereuses. Un site publié par le BRGM permet d'évaluer simplement et rapidement les risques d'un bien localisé soit par son adresse soit par le numéro de sa parcelle.

#### Risques naturels

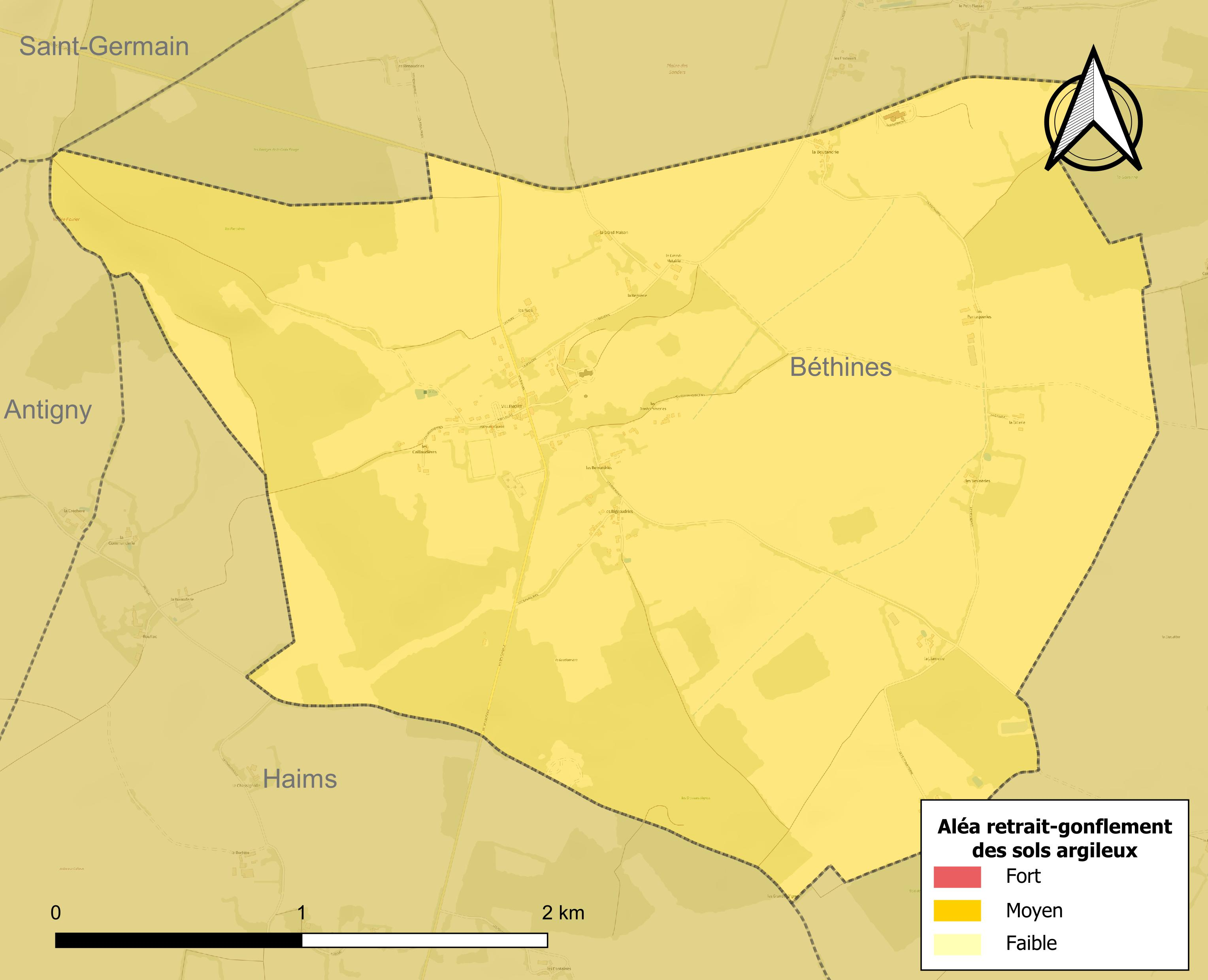
Carte des zones d'aléa retrait-gonflement des sols argileux de Villemort.

Les mouvements de terrains susceptibles de se produire sur la commune sont des affaissements et effondrements liés aux cavités souterraines (hors mines) et des tassements différentiels. Afin de mieux appréhender le risque d’affaissement de terrain, un inventaire national permet de localiser les éventuelles cavités souterraines sur la commune. Le retrait-gonflement des sols argileux est susceptible d'engendrer des dommages importants aux bâtiments en cas d’alternance de périodes de sécheresse et de pluie. La totalité de la commune est en aléa moyen ou fort (79,5 % au niveau départemental et 48,5 % au niveau national). Depuis le 1er octobre 2020, en application de la loi ÉLAN, différentes contraintes s'imposent aux vendeurs, maîtres d'ouvrages ou constructeurs de biens situés dans une zone classée en aléa moyen ou fort,.
La commune a été reconnue en état de catastrophe naturelle au titre des dommages causés par les inondations et coulées de boue survenues en 1982, 1983, 1999 et 2010, par la sécheresse en 2017 et 2019 et par des mouvements de terrain en 1999 et 2010.

## Politique et administration

### Liste des maires
| Période                                  | Période   | Identité          | Étiquette | Qualité |
| ---------------------------------------- | --------- | ----------------- | --------- | ------- |
| mars 2001                                | mars 2014 | Jean-Claude Lardy | PCF       |         |
| mars 2014                                | En cours  | Joachim Ganachaud | SE        |         |
| Les données manquantes sont à compléter. |           |                   |           |         |

### Instances judiciaires et administratives
La commune relève du tribunal d'instance de Poitiers, du tribunal de grande instance de Poitiers, de la cour d'appel  de Poitiers, du tribunal pour enfants de Poitiers, du conseil de prud'hommes de Poitiers, du tribunal de commerce de Poitiers, du tribunal administratif de Poitiers et de la cour administrative d'appel  de  Bordeaux,  du tribunal des pensions de Poitiers, du tribunal des affaires de la Sécurité sociale de la Vienne, de la cour d’assises de la Vienne.

## Démographie
L'évolution du nombre d'habitants est connue à travers les recensements de la population effectués dans la commune depuis 1793. Pour les communes de moins de 10 000 habitants, une enquête de recensement portant sur toute la population est réalisée tous les cinq ans, les populations de référence des années intermédiaires étant quant à elles estimées par interpolation ou extrapolation. Pour la commune, le premier recensement exhaustif entrant dans le cadre du nouveau dispositif a été réalisé en 2007.

En 2022, la commune comptait 101 habitants, en évolution de −2,88 % par rapport à 2016 (Vienne : +0,6 %, France hors Mayotte : +2,11 %).
| 1793 | 1806 | 1821 | 1831 | 1836 | 1841 | 1846 | 1851 | 1856 |
| ---- | ---- | ---- | ---- | ---- | ---- | ---- | ---- | ---- |
| 179  | 234  | 179  | 190  | 175  | 183  | 204  | 177  | 183  |

| 1861 | 1866 | 1872 | 1876 | 1881 | 1886 | 1891 | 1896 | 1901 |
| ---- | ---- | ---- | ---- | ---- | ---- | ---- | ---- | ---- |
| 176  | 192  | 195  | 198  | 194  | 186  | 175  | 179  | 174  |

| 1906 | 1911 | 1921 | 1926 | 1931 | 1936 | 1946 | 1954 | 1962 |
| ---- | ---- | ---- | ---- | ---- | ---- | ---- | ---- | ---- |
| 171  | 164  | 164  | 166  | 173  | 158  | 143  | 131  | 131  |

| 1968 | 1975 | 1982 | 1990 | 1999 | 2006 | 2007 | 2012 | 2017 |
| ---- | ---- | ---- | ---- | ---- | ---- | ---- | ---- | ---- |
| 159  | 165  | 152  | 122  | 114  | 113  | 113  | 107  | 103  |

| 2022 | - | - | - | - | - | - | - | - |
| ---- | - | - | - | - | - | - | - | - |
| 101  | - | - | - | - | - | - | - | - |

En 2008, selon l’INSEE, la densité de population de la commune était de 26 hab./km2, 61 hab./km2 pour le département, 68 hab./km2 pour la région Poitou-Charentes et 115 hab./km2 pour la France.
Villemort est la 5e commune la moins peuplée du département de la Vienne (en 2007).
La diminution de la population de la commune s’intègre dans une évolution générale à l’ensemble des communes rurales du département de la Vienne. Les zones rurales perdent de leurs habitants au profit d’une vaste région circonscrite autour des deux grandes métropoles du département : Poitiers et Châtellerault, et plus particulièrement au profit des cantons limitrophes de la préfecture.
En outre, parmi les huit pays et les deux agglomérations structurant le département de la Vienne, sur la période 1999-2006, le pays Montmorillonais est le seul à avoir une moyenne négative de l’évolution de sa population : - 0,23 % par an. De plus, contrairement à d’autres villes moyennes comme Loudun, Montmorillon, au sein de cette zone n’exerce aucune attractivité puisque sa propre population a diminué en moyenne sur cette période de 0,66 % par an, alors que dans le même temps, le département a gagné 8 000 habitants.
Cette chute démographique s’inscrit dans un vieillissement des populations du Sud-Est du département. C’est aussi une problématique qui s’inscrit dans une région plus vaste qui impacte les départements voisins : ainsi, si la part des + 60 ans dans le département de la Vienne atteint 23,2 %, il est de 32,7 % dans le département de la Creuse, 29 % dans le département de l'Indre et 26,3 % pour le département de la Charente.

## Économie
Selon la sirection régionale de l'Alimentation, de l'Agriculture et de la Forêt de Poitou-Charentes, il n'y a plus que deux exploitations agricoles en 2010 contre six en 2000. Les surfaces agricoles utilisées ont diminué et sont passées de 420 hectares en 2000 à 75 hectares en 2010.

## Culture locale et patrimoine

### Lieux et monuments
- La construction de la salle polyvalente a entraîné l’arrachage d’un ancien arbre de la liberté[32].
- Église Saint-Maixent de Villemort. Elle est inscrite à l'Inventaire général du patrimoine culturel[33].

### Personnalités liées à la commune
- Marie-Mesmin du Bouex de Villemort (1745-1815), né à Villemort, officier et député de la noblesse aux États généraux de 1789.